# Jodid hořečnatý
Jodid hořečnatý je anorganická sloučenina se vzorcem MgI2, vytvářející také hydráty, MgI2·xH2O. Tato iontová sůl se dobře rozpouští ve vodě.

## Použití
Samotný jodid hořečnatý nemá mnoho využití, ale používá se na přípravu sloučenin pro organickou syntézu.

## Příprava
Jodid hořečnatý lze získat reakcí oxidu, hydroxidu, nebo uhličitanu hořečnatého s kyselinou jodovodíkovou:
MgO + 2 HI → MgI2 + H2O
Mg(OH)2 + 2 HI → MgI2 + 2 H2O
MgCO3 + 2 HI → MgI2 + CO2 + H2O
Dalším možným způsobem je smíchání práškového jodu s hořčíkem. K získání bezvodého MgI2 je třeba reakci provádět ve zcela suchém prostředí; jako rozpouštědlo lze použít bezvodý diethylether.

## Reakce
Jodid hořečnatý je stálý ve vodíkové atmosféře, a to i za vysokých teplot, ale na vzduchu se rozkládá a uvolněným jodem se zabarvuje do hněda. Při zahřívání na vzduchu vytváří oxid hořečnatý.
MgI2 lze zapojit do Baylisových–Hillmanových reakcí, kde se při jeho použití vytvářejí převážně Z-vinylové produkty.
Demethylace některých aromatických methyletherů lze uskutečnit pomocí jodidu hořečnatého v diethyletheru.